# Charles Giblyn
Charles Giblyn est un réalisateur, acteur et scénariste américain né le 6 septembre 1871 à Watertown, État de New York (États-Unis), et mort le 14 mars 1934 à Los Angeles (États-Unis).

## Filmographie

### comme réalisateur
- 1912 : An Indian Legend
- 1912 : The Vengeance of Fate
- 1912 : His Squaw
- 1913 : A Bluegrass Romance
- 1913 : The Sharpshooter
- 1913 : The Lost Dispatch
- 1913 : The Sinews of War
- 1913 : On Fortune's Wheel
- 1913 : Way of a Mother
- 1913 : A Slave's Devotion
- 1913 : Le Désastre (The Battle of Gettysburg)
- 1913 : The Transgressor
- 1913 : The Seal of Silence
- 1913 : Old Mammy's Secret Code
- 1913 : Banzai
- 1913 : The Green Shadow
- 1913 : The Bondsman
- 1913 : The Judge's Son
- 1913 : The Greenhorn
- 1913 : Exoneration
- 1913 : God of Chance
- 1913 : The Bully
- 1913 : The Judgment
- 1913 : The Sign of the Snake
- 1913 : The Woman
- 1913 : The Curse
- 1913 : Her Father's Story
- 1914 : Prince
- 1914 : Heart of a Woman
- 1914 : Yellow Flame
- 1914 : The Mystery Lady
- 1914 : The Trap
- 1914 : The Silent Messenger
- 1914 : Thieves
- 1914 : The Silent Witness
- 1914 : Heart Strings
- 1914 : The Voice at the Telephone
- 1914 : The Brand of Cain
- 1914 : The Oubliette
- 1914 : Red Mask
- 1914 : The Higher Law (en)
- 1914 : Monsieur Bluebeard
- 1914 : Ninety Black Boxes
- 1915 : At His Own Terms
- 1915 : Number 239
- 1915 : The Cameo Ring
- 1915 : Putting One Over
- 1915 : A Wild Irish Rose
- 1915 : The Whirling Disk
- 1915 : The Fear Within
- 1915 : The Faith of Her Fathers
- 1915 : The Dancer
- 1915 : The Nightmare of a Movie Fan
- 1915 : In His Mind's Eye
- 1915 : Jane's Declaration of Independence
- 1915 : The People of the Pit
- 1915 : The Flight of a Night Bird
- 1915 : A Fiery Introduction
- 1915 : Extravagance
- 1915 : The Deceivers
- 1915 : Her Three Mothers
- 1916 : Peggy
- 1916 : La Mauvaise Étoile (Civilization's Child)
- 1916 : Not My Sister
- 1916 : The Sorrows of Love
- 1916 : The Phantom
- 1916 : A Dead Yesterday
- 1916 : Honor Thy Name
- 1916 : The Vagabond Prince
- 1916 : Somewhere in France
- 1917 : The Price She Paid
- 1917 : The Lesson
- 1917 : Scandal
- 1917 : The Honeymoon
- 1918 : La Gamine (The Studio Girl)
- 1918 : Sunshine Nan
- 1918 : Let's Get a Divorce
- 1918 : Le Petit Démon du village (Peck's Bad Girl)
- 1918 : Just for Tonight
- 1918 : A Perfect 36
- 1919 : Une enfant terrible (Upstairs and Down)
- 1919 : Les aïeux ordonnent (The Spite Bride)
- 1920 : Black Is White
- 1920 : The Dark Mirror
- 1920 : La Fille du fauve (The Tiger's Cub)
- 1920 : Le Voleur (The Thief)
- 1921 : The Mountain Woman
- 1921 : L'Intrépide Héritière (Know Your Men)
- 1921 : Singing River
- 1922 : Une famille (A Woman's Woman)
- 1923 : The Hypocrites
- 1923 : Loyal Lives
- 1923 : The Leavenworth Case
- 1924 : The Price of a Party
- 1925 : The Adventurous Sex
- 1927 : Ladies Beware

### comme acteur
- 1914 : The Silent Messenger
- 1915 : The Dancer
- 1915 : The Nightmare of a Movie Fan
- 1915 : The Deceivers
- 1927 : Oh! Marquise (Her Wild Oat) de Marshall Neilan : Duke Latour
- 1928 : The Noose : Bill Chase
- 1928 : The Wright Idea : Mr. Carter
- 1929 : The Mysterious Dr. Fu Manchu : Weymouth
- 1929 : Woman Trap : Smith
- 1930 : Party Girl : Lawrence Doyle
- 1930 : Alias French Gertie : Morton
- 1930 : The Playboy of Paris : Gastonet
- 1930 : Only Saps Work (en) de Cyril Gardner et Edwin H. Knopf : Dr. Jasper
- 1931 : The Bad Sister : un investisseur
- 1931 : Tribunal secret (The Secret Six) : Mr. Simms (ballistics expert)
- 1931 : Five and Ten : Dennison
- 1931 : Maid to Order
- 1932 : Prosperity (en) de Sam Wood : Mayor
- 1932 : Afraid to Talk : Doctor
- 1933 : Le Roi de la bière (What! No Beer?) de Edward Sedgwick : Chief
- 1933 : Tugboat Annie : Banker John Wilcox
- 1933 : Let's Fall in Love : Garland
- 1933 : Les Compagnons de la nouba (Sons of the Desert) : Assistant exalted ruler
- 1934 : This Side of Heaven : Harvey